# ريتشارد مينتور جونسون
ريتشارد مينتور جونسون  (بالإنجليزية: Richard Mentor Johnson)‏ (ولد 17 أكتوبر 1780 – توفي 19 نوفمبر 1850) هو النائب التاسع لرئيس الولايات المتحدة في زمن رئاسة مارتن فان بيورين (1837-1841). وهو نائب الرئيس الوحيد الذي انتخبه مجلس الشيوخ في الولايات المتحدة بموجب أحكام التعديل الدستوري الثاني عشر. كما مثل جونسون ولاية كنتاكي في مجلس النواب ومجلس الشيوخ. وبدأ وأنهى مسيرته السياسية في مجلس نواب كنتاكي.
انتخب جونسون لمجلس النواب الأمريكي في عام 1806. وتحالف مع زميله من كنتاكي هنري كلاي ضمن فريق أنصار الحرب الذي ساند قرار شن الحرب مع بريطانيا في عام 1812. تم تفويض جونسون كعقيد على ميليشيا كنتاكي في بداية حرب 1812، وقاد فوج المتطوعين من عام 1812 إلى 1813. وخدم هو وشقيقه جيمس تحت قيادة ويليام هنري هاريسون في كندا العليا. شارك جونسون في معركة التايمز. وأفاد البعض أنه قتل تيكومسيه زعيم قبيلة شاوني بنفسه، وهو ما استغله لاحقا لمصالحه السياسية.
عاد جونسون إلى مجلس النواب بعد الحرب. وعينه المجلس التشريعي لمجلس الشيوخ في عام 1819 لشغل المقعد الذي أخلاه جون جيه كريتندن. ومع ازدياد نفوذه، فقد تلقى الانتقادات أيضا بسبب علاقته مع أمة ثمن زنجية تدعى جوليا تشين. وهو ما أثر على طموحاته السياسية. تحدث جونسون علنا عن عشيقته وعاملها كأنها زوجته العرفية، خلافا لغيره من قادة الطبقة العليا الذين اتخذوا عشيقات زنجيات ولم يفصحوا عن علاقاتهم. واعترف بأبوته على ابنتيها ومنحهما اسم عائلته، ما أثار سخط ناخبيه. ويعتقد أن هذه العلاقة أدت إلى خسارته لمقعده في مجلس الشيوخ في انتخابات نواب الولاية عام 1829، بيد أن دائرته أعادته إلى مجلس النواب في العام التالي.
في عام 1836، كان جونسون المرشح الديمقراطي لنائب الرئيس في ترشيح مارتن فان بيورين. وتفاخر في الحملة أنه قتل تيكومسيه، إلا أنه لم ينجح بجمع الأصوات الانتخابية اللازمة لتأمين انتخابه (بفارق صوت واحد). ورفض وفد فيرجينيا إلى المجمع الانتخابي الالتزام بالتصويت الشعبي للولاية ورفض تأييد جونسون وامتنع عن التصويت. ومع ذلك، تم انتخابه للمنصب من مجلس الشيوخ.
أظهر جونسون أنه كان عائقا أمام الديمقراطيين في انتخابات عام 1836، ورفضوا إعادة ترشيحه لمنصب نائب الرئيس في انتخابات عام 1840. وقرر الرئيس فان بورين أن يخوض تلك الانتخابات من دون نائب، وخسر الأخير أمام ويليام هنري هاريسون من حزب الويغ. حاول جونسون العودة إلى المناصب العامة ولكنه فشل. وانتخب في النهاية لمجلس نواب كنتاكي في عام 1850، لكنه توفي في 19 نوفمبر 1850، بعد أسبوعين فقط من توليه المنصب.

## النشأة والتعليم
ولد ريتشارد مينتور جونسون في مستوطنة بيرغراس الواقعة على تخوم إقليم كنتاكي (وهي نفسها مدينة لويفيل في الوقت الحاضر) بتاريخ 17 أكتوبر عام 1780. كان ترتيبه الخامس بين أشقائه الأحد عشر من والديه روبرت وجميما (سوجت) جونسون وكان الثاني بين أشقائه الذكور الثمانية. عاش أخواه جون وهنري بعد وفاته. وتزوج والداه في عام 1770. اشترى روبرت جونسون أرضًا من باتريك هنري وجيمس ماديسون في ما يعرف الآن بولاية كنتاكي والتي كانت حينها تتبع ولاية فرجينيا. عمل والده ماسحًا للأراضي ولذلك استطاع اختيار أرض جيدة. أما والدته جميما سوجت فتنحدر من عائلة ثرية ونافذة سياسيًا.
ترافقت ولادة ريتشارد مع انتقال العائلة إلى محطة بريان الواقعة في ما يعرف الآن بمدينة ليكسينغتون في منطقة بلوغراس. كانت المحطة موقعًا محصنًا نظرًا للمقاومة الشديدة التي أبداها الأمريكيون الأصليون في وجه استيطان البيض للمنطقة. إذ كان شعبا الشاوني والشيروكي يمارسان الصيد في تلك المنطقة. اعتُبرت جميما جونسون من بين النساء الجسورات في المستوطنة لما أشيع عن الشجاعة التي أظهرتها خلال إغارة سايمون غيرتي على الحصن في شهر أغسطس من عام 1782. وبحسب ما ذكرته تقارير لاحقة فإن جميما أرشدت النساء إلى أحد الينابيع القريبة حين عانى الحصن من نقصٍ في المياه وذلك في الوقت الذي كان فيه المحاربين الهنود يتربصون لهم في الغابات المجاورة. استطاعت جميما العودة بالنساء إلى الحصن وبحوزتهم المياه بعدما سمح لهم المعتدون بذلك. تمكن المستوطنون من صد هجوم بالأسهم المشتعلة شنه الغزاة على الحصن بعد إحضار النساء للمياه. كان روبرت جونسون عضوًا في المجلس التشريعي في مدينة ريتشموند بولاية فيرجينيا آنذاك إذ انتُخب ممثلًا عن مقاطعة فاييت (كانت كنتاكي جزءًا من ولاية فيرجينيا حتى عام 1792).
أضحت كنتاكي آمنة بما يكفي وبدأ المستوطنون بمغادرة مواقعهم المحصنة وإقامة المزارع بدءًا من عام 1783. أقام آل جونسون في الأرض التي اشتراها روبرت في منطقة غريت كروسينغ. وأصبح ناجحًا بفضل عمله ماسحًا للأراضي وهو ما مكنه من إحسان انتقاء الأراضي التي كان يشتريها، وذلك بالإضافة إلى تواجده في المنطقة مما خوله الاستفادة من المنح المالية المخصصة للأراضي الشاسعة.
تبعًا لما جاء في أطروحة الدكتوراه التي كتبها مايلز سميث فإن «تصرفات ريتشارد كانت مفعمة بالبهجة ويبدو أنه كان طفلًا سعيدًا وراضيًا عن نفسه بصورةٍ عامة».
عاش ريتشارد مع عائلته في المزرعة إلى حين بلوغه السادسة عشر عامًا. وأرسِل بعدها إلى إحدى المدارس الثانوية المحلية لفترة وجيزة من الزمن في عام 1796، ومن ثم التحق بجامعة ترانسيلفانيا وهي أول كلية جامعية تقع غربي جبال الأبالاش. درس جونسون القانون خلال الفترة التي قضاها في كلية ليكسينغتون حين كان والده وصيًا فيها، وتدرب على يد كل من جورج نيكولاس وجيمس براون الذي غدا في ما بعد عضوًا في مجلس الشيوخ الأمريكي.

## المسيرة المهنية
قُبل جونسون في نقابة محامي كنتاكي في عام 1802، وافتتح مكتبًا للمحاماة في غريت كروسينغ. أصبح لديه متجر للبيع بالتجزئة بعد مزاولته مهنة التجارة ودخل في عدد من المشاريع التجارية مع أخوته. غالبًا ما عمل جونسون دون مقابل للناس المحتاجين واشتغل بقضاياهم في حال استيفائها شروط الاستحقاقية. كذلك فتح باب بيته أمام الأرامل والأيتام والمحاربين القدامى ممن أصيبوا بإعاقات.

## الزواج والعائلة
يروي التقليد العائلي أن جونسون بادر إلى فسخ خطوبته بإحدى الفتيات حين كان تقريبًا في السادسة عشر بسبب عدم موافقة أمه على الأمر. وأشارت المزاعم إلى أن جونسون توعد بالانتقام من أمه لتدخلها فيه. أنجبت خطيبته السابقة ابنة تدعى سيليا وتكفلت عائلة جونسون برعايتها. تزوجت سيليا جونسون في ما بعد من ويزلي فانتشر وهو أحد الرجال الذين خدموا في الفوج الذي قاده والدها خلال معركة التيمز.
ورث ريتشارد جونسون عقب وفاة والده أَمَة مختلطة العرق تدعى جوليا تشن. كانت تشن المولودة في نحو عام 1790 تنحدر من أصول أفريقية بنسبة الثمن (تألف سبعة أثمان أصلها من أنساب أوروبية وثمنه من نسب أفريقي). ترعرعت تشن في كنف عائلة جونسون التي كانت والدتها تعمل خادمة لديهم. كان والدها يدعى بنجامين تشن وكان يعيش إما في بلدة مالدن الواقعة في إقليم كندا العليا أو في مدينة لندن بكندا. ذكرت رسالة وجهها نيوتون كريغ وهو القائم على إصلاحية فرانكفورت بكنتاكي إلى دانيال تشن في عام 1845 وجود شقيق آخر لجوليا يدعى مارسيلوس. رافق هذا الأخير العقيد جونسون في حملته الانتخابية الأولى للفوز بمنصب نائب الرئيس. ترك مارسيلوس العقيد في نيويورك ومن ثم سعى جونسون إلى تقفي آثاره بمساعدة المحامي آرثر تابان.
دخل جونسون في علاقة مديدة مع تشن وعاملها بصفتها زوجته الشرعية وذلك على الرغم من كونها محظيته من الناحية القانونية. أنجب الاثنان ابنتين وأصبحت تشن لاحقًا القائمة على مزرعته. ناصر كل من جونسون وتشن فكرة «المجتمع المتنوع» التي ميزت عائلتهما متعددة الأعراق والتي غلب عليها العرق الأبيض. مُنع الاثنان من الزواج بسبب وضع تشن كأمَة. كلف جونسون زوجته بإدارة شؤون مزرعته حين كان خارج كنتاكي. توفيت تشن نتيجة إصابتها بالكوليرا في الوباء واسع الانتشار الذي حل بالبلاد في صيف عام 1833. حزن جونسون بشدة على فراقها.
أظهرت العلاقة بين جونسون وتشن التناقضات التي شابت مسألة العبودية في ذاك الوقت. إذ ثمة العديد من الأمثلة عن النظرة السائدة التي رأت أنه يمكن لذوي القربى أن يكونوا محض ملكية شخصية. خرج جونسون عن المألوف في صراحته حيال علاقته مع تشن فضلًا عن معاملتها كزوجته الشرعية. كذلك سُمع وهو يناديها «عروستي» في مناسبة واحدة على الأقل، وكان الاثنان يعاملان بعضهما معاملة المتزوجين. تناقل التقليد الشفوي إقدام الكثير من العبيد الآخرين في غريت كروسينغ على الزواج من بعضهم البعض.
تسلمت تشن تدريجيًا عددًا أكبر من المسؤوليات. وقضت معظم وقتها في المنزل الكبير الذي توسط المزرعة وأدارت أملاك جونسون لفترة لا تقل عن ستة أشهر في العام الواحد، وتوسع نطاق اختصاصها في وقت لاحق ليشمل جميع أملاكه حتى أنها تصرفت بصفتها ممثلة عنه وهو ما مكنها من إدارة أمواله. ترى الباحثة التاريخية كريستينا سنايدر أن هذا منح تشن بعض الاستقلالية لأن جونسون أوعز إلى موظفيه البيض أن يحترموا سلطتها، وذلك فضلًا عن الدور الذي لعبته من خلال إحداث تغيير في حياة أطفالها بالمقارنة مع غيرهم من ذوي الأصول الإفريقية في غريت كروسينغ وهو ما منحهم مستويات أعلى من الوصول ضمن المزرعة. ما زاد من تعقيد الأمور هو أن تشن كانت ما تزال أمَة في الوقت الذي أشرفت فيه على عمل العبيد في المزرعة. لم تبع العائلة هؤلاء العبيد أو ترهنهم على الإطلاق، ولكن لم يكن في وسع تشن تحدي أعراف الرق أو خلع الحكومة الأمريكية الداعمة لهذه الأعراف. كان في وسعها فقط الحصول على بعض الاستقلالية الشخصية وذلك دون أن يعتقها جونسون من الناحية القانونية. تبعًا لسنايدر فإن السبب يكمن في أن إعتاق تشن من أغلال العبودية من شأنه إضعاف «صلة الوصل التي تربطه بها» بالإضافة إلى أن إبقائها مستعبدة يدعم نظرته الذاتية بصفته «أبًا طيبًا».

## روابط خارجية
- ريتشارد مينتور جونسون على موقع الموسوعة البريطانية (الإنجليزية)
- ريتشارد مينتور جونسون على موقع إن إن دي بي (الإنجليزية)